# 半月朋友
《半月朋友》（韓語：반달친구）是韓國 JTBC的綜藝節目，由姜昇潤、金秦禹、李昇勳、宋旻浩、南太鉉(WINNER)等人出演，而由柳熙烈等人協助節目之旁白。節目內容主軸以紀錄藝人或明星，與幼童成為朋友的過程中，所發生的趣事與點點滴滴，屬真人秀綜藝節目與紀錄片型式並容。